# Хайлъом
О транскрипции, используемой в этой статье, см. Койсанские языки
Хайлъом (хейкум, хейком, Haiǁom) — бушменский народ, проживающий, преимущественно, в районах коммерческого земледелия на севере Намибии: к востоку, юго-востоку и югу от солончака Этоша на юге области Ошикото, востоке Кунене и северо-западе Очосондьюпы. Небольшое количество носителей переселилось в ЮАР в район Кимберли. Возможно отдельные представители (очинжау-хайлъом) есть в Анголе. Численность — более 16 тысяч человек (1995 год, оценка).

## Состав
Представлены восемью этнолингвистическими группами — мангетти-хайлъом (mangetti haiǁom), овамбо-хайлъом (owambo haiǁom), этоша-хайлъом (etosha haiǁom), къоо (ǃgoo), къайкос (ǃgaikos), кай (gai), цъуй (ǀui) и очинжау-хайлъом (otchinjau haiǁom) из которых первые проживают совместно с къхунг. В состав хайлъом часто включают народы кеди и чвагга, проживающие в областях Омусати и Ошана, которые сейчас говорят на языке ошивамбо группы банту.

## Язык
Говорят на хайлъомском наречии языка нама, представленном восемью диалектами. О диалекте очинжау-хайлъом известно мало, это может быть отдельный язык.
Совсем недавно (ещё в начале XX века) говорили на другом языке или языках — т. н. «старо-хайлъомском» группы жу северокойсанской ветви. Возможно, сначала перешли на старо-дамарский (возможно, группы чу-кхве), который затем был намаизирован.
Как второй язык используют африкаанс, английский (который в настоящее время преподаётся в школах) или квангали.

## Антропонимика и система родства
Каждый ребёнок получает минимум три имени. Первое даётся матерью отца, второе — пожилой женщиной, которая помогала при родах, третье, gaiǀons, букв. великое имя, передаётся от матери к сыну и от отца к дочери, являясь некоторым аналогом фамилии. Люди, объединённые одним великим именем называются ǃnarekhoen. Кроме того мальчик может добавить великое имя отца с суффиксом -mab (сын) к своему собственному. Также обычны прозвища.
Родственники называются familib (заимствование из африкаанс), члены семьи — mũhogon (возможно, производное от герерского omohoko). Исходные термины родства постепенно вытесняются терминами, принятыми у нама и дамара. Кроме кровного, существует и шуточное родство (шуточные родственники называются ǀho). Между родственниками обоих типов принято подносить подарки и оказывать взаимопомощь.

## Традиционный образ жизни
Близки к бушменам къхунг.
Делятся на небольшие (порядка 10 человек) экзогамные группы (ǁgâute, ед.ч. ǁgâus), занимающие один лагерь (ǃhais). Планировка лагеря хайлъом близка к таковой дамара и гереро, главное отличие — отсутствие загонов для скота. Лагерь разбивается возле отдельно стоящего дерева (ǃhai hais, букв. лагерное дерево), рядом с которым разводится священный огонь (sōxa ǀais, табуированное название, обычно используется «ǀawa ǀais», букв. красный огонь). Другие его названия — «место гостей» (orupare), «место встреч» (hos) и «мужской огонь» (ǃkhais). Женщинам запрещено сидеть вокруг него или готовить на нём пищу. Вокруг дерева и священного огня по кругу располагаются постоянные хижины (omte, ед.ч. oms). Также существуют временные хижины, которые используются только для ночлега. Временная хижина (ǃnūs, обычное название в нама для хижины, или ǀgaos) меньше постоянной и человек в ней не может встать в полный рост. Кроме того в лагере находится две хижины ритуального значения — «хижина молодых женщин» (ǂkham-khoeti oms), используемая в ритуале женской инициации и «хижина молодых мужчин» (ǃgari-khoes oms), используемая в свадебном обряде.
Во главе группы обычно стоит вождь (gaikhoeb, букв. большой человек) и его жена (gaikhoes). В их обязанности входит определение места для новой стоянки, разведение священного огня, участие в ритуалах, распределение пищи и т. д.
Основное занятие — охота и собирательство.
По вероисповеданию — христиане или приверженцы традиционных верований. Ритуал мужской инициации близок к таковому у других бушменов, женской — к готтентотскому обряду.